# KAC Betekom
Maillots
Dernière mise à jour : 27 juillet 2023.
Le Koninklijke Athletiek Club Betekom est un club de football belge, basé dans le village de Betekom, à proximité de Begijnendijk et d'Aarschot au Nord de la Province du Brabant flamand.
Porteur du matricule 3634, le club évolue en première provinciale lors de la saison 2017-2018. Au cours de son histoire, le club a disputé 8 saisons dans les divisions nationales.

## Histoire
Le Betekom Athletic Club est fondé le 22 juillet 1927 comme élément d'une association dénommée Geburekring Betekom (Cercle du voisinage de Betekom). Cette association s'occupe de théâtre, de chant et de sport (Boxe, Escrime, Football, Gymnastique et natation). Betekom AC s'affilie auprès de l'URBSFA le 20 juin 1928 et se voit attribuer le matricule 1231.
Le 23 octobre 1933, le matricule 1231 est démissionné de l'URBSFA, et on perd toute traces de ses activités jusqu'en 1942. Le club a peut-être rejoint une ligue rivale de la fédération, mais ce n'est pas certain.
Le club est reconstitué le 2 août 1942, sous l'appellation de Voetbalclub Betecom Athletiek Club et reprend une affiliation auprès de l'Union belge de football mais sous la dénomination simplifiée de Betekom Athletiek Club qui reçoit le matricule 3634. Le club est versé dans les séries régionales et provinciales du Brabant, où il débute au plus bas niveau. 
Le Betekom AC est reconnu "Société Royale", en date du 2 juin 1954 et prend l'appellation officielle de Koninklijke Athletiek Club Betekom, le 29 juillet 1954. Cette reconnaissance confirme que pour la "Maison du Roi", le matricule 3634 est une entité ayant (selon les critères de l'époque) 25 années d'existence consécutives. Peu avant cette mise à l'honneur la reconnaissance en tant que Société Royale, le club a décroché la première montée de son Histoire vers les séries ationales. Mais l'écart de niveau se fait durement ressentir pour le club, qui termine bon dernier avec seulement huit points en trente matches, et 126 buts encaissés et est donc relégué.
Le KAC Betekom joue pendant 25 ans dans les séries provinciales, et retrouve ensuite la Promotion, en 1979. Dans la foulée, il réalise une excellente campagne, avec une cinquième place finale dans sa série en 1980. Par contre, durant la saison suivante s'écrit une pages noire de l'Histoire du club. Celui-ci termine à la 12e place et est théoriquement sauvé. Mais il est impliqué dans un scandale de corruption qui met aussi en cause le K. Hoger-Op Merchtem, champion de la série. Les deux cercles sont sanctionnés d'une relégation administrative. Si HO Merchtem remonte directement, Betekom doit attendre 1983.
Lors de la saison 1983-1984, le matricule 3634 termine pour la deuxième fois de son Histoire à la 5e place de sa série de "D4", mais un an plus tard, il est à la lutte pour le maintien qu'il obtient de justesse. Le miracle ne se reproduit pas en 1986 avec une dernière place finale, synonyme de retour en Provinciale.
Dans les années qui suivent, le K. AC Betekom régresse dans la hiérarchie et finit par se retrouver en troisième provinciale. En 1992, une équipe locale, le Blauwe Duivels Betekom, non-affilié à l'URBSFA, déménage vers les installations de la Grote Baan. Les deux entités s'unissent et les résultats sportifs s'améliorent . Le club retrouve la "P2" et en 1994, il décroche le titre de sa série et remonte parmi l'élite provinciale brabançonne.
Le K. AC Betekom doit redescendre en 2e provinciale en 2002. Dix ans sont nécessaires avant que le matricule 3634 réintègre la "P1". Après deux saisons de transition, le club effectue une magnifique campagne 2014-2015 et décroche le titre provincial, après un long coude-à-coude avec le K. Olympia FC Stockel. Le K. AC Betekom remonte ainsi en Promotion après 30 ans d'absence.

### Bref retour puis remontée directe
Le retour du « K.A.C. » en Nationale en 2016 coïncide avec la mise en œuvre d'une réforme des compétitions pour la saison suivante. À partir de 2016-2017, les divisions sous la 3e sont désormais jouées par régime linguistique. Ne parvenant pas à se classer en ordre utile pour rester en « D4 », Betekom devient un des clubs fondateurs du nouveau 5e niveau qui reçoit ne nom de « Division 3 Amateur VFV ». Le matricule 3634 ne parvient pas à assurer son maintien dans cette nouvelle série et redescend en « Provinciale ».
En 2018, ll'AC Betekom remporte le titre de la Première provinciale désormais « Brabant flamand » et remonte en « D3 Amateur ». Terminant au 5e rang, le club se qualifie pour le tour final. L'espoir de remonter au 4e étage est bref car une défaite en déplacement au Lyra met fin au beau rêve. La saison suivante, quand en raison de la Pandémie de Covid-19, les compétitions sont arrêtées en date du 12 mars 2020, Betekom occupe la 6e place de sa série.

## Anciens logos

ancien logo du K. AC Betekom

## Résultats dans les divisions nationales
Statistiques mises à jour le 10 août 2021 - au terme de la saison 2020-2021

### Bilan
| Niv | Divisions     | Jouées | Titres | TM Up | TM Down |
| --- | ------------- | ------ | ------ | ----- | ------- |
| I   | 1re nationale | 0      | 0      |       |         |
| II  | 2e nationale  | 0      | 0      |       |         |
| III | 3e nationale  | 0      | 0      |       |         |
| IV  | 4e nationale  | 7      | 0      |       |         |
| V   | 5e nationale  | 4      | 0      | 1     |         |
|     |               |        |        |       |         |
|     | TOTAUX        | 11     | 0      | 1     | 0       |

- TM Up : test-match pour départager des égalités, ou toutes formes de Barrages ou de Tour final pour une montée éventuelle.
- TM Down : test-match pour départager des égalités, ou toutes formes de Barrages ou de Tour final pour le maintien.

### Classements saison par saison
| Ordre               | Saison  | Nom du club   | Niveau                         | Classement final | Remarques                                      |
| ------------------- | ------- | ------------- | ------------------------------ | ---------------- | ---------------------------------------------- |
| 1                   | 1954-55 | K. AC Betekom | Promotion série A              | 16e/16           | Relégué !                                      |
| séries provinciales |         |               |                                |                  |                                                |
| 2                   | 1979-80 | K. AC Betekom | Promotion série B              | 5e/16            |                                                |
| 1                   | 1980-81 | K. AC Betekom | Promotion série B              | 12e/16           | Relégué à la suite d'une affaire de corruption |
| séries provinciales |         |               |                                |                  |                                                |
| 4                   | 1983-84 | K. AC Betekom | Promotion série B              | 5e/16            |                                                |
| 5                   | 1984-85 | K. AC Betekom | Promotion série B              | 12e/16           |                                                |
| 6                   | 1985-86 | K. AC Betekom | Promotion série B              | 16e/16           | Relégué !                                      |
| séries provinciales |         |               |                                |                  |                                                |
| 7                   | 2015-16 | K. AC Betekom | Promotion série B              | 11e/16           | Relégué                                        |
| 8                   | 2016-17 | K. AC Betekom | Division 3 Amateur VFV série B | 15e/16           | Relégué !                                      |
| séries provinciales |         |               |                                |                  |                                                |
| 9                   | 2018-19 | K. AC Betekom | Division 3 Amateur VFV série B | 5e/16            | Tour final                                     |
| 10                  | 2019-20 | K. AC Betekom | Division 3 Amateur VFV série B | 6e/16            | Saison arrêtée le 12 mars 2020 !               |
| 11                  | 2020-21 | K. AC Betekom | Division 3 Amateur VFV série B | N/A              | Saison annulée !                               |
| 12                  | 2021-22 | K. AC Betekom | Division 3 Amateur VFV série B | .../16           |                                                |